# Neffiès
Neffiès (okzitanisch: Nefiès) ist eine französische Gemeinde mit 1.018 Einwohnern (Stand 1. Januar 2022) im Département Hérault in der Region Okzitanien. Sie gehört zum Arrondissement Béziers und zum Kanton Cazouls-lès-Béziers. Die Einwohner werden Neffièssois genannt.

## Lage
Neffiès liegt etwa 20 Kilometer nordnordöstlich von Béziers. Umgeben wird Neffiès von den Nachbargemeinden Cabrières im Norden und Nordosten, Fontès im Osten, Caux im Südosten und Süden, Roujan im Süden und Südwesten sowie Vailhan im Westen und Nordwesten.

## Bevölkerungsentwicklung
| Jahr                       | 1962 | 1968 | 1975 | 1982 | 1990 | 1999 | 2010 | 2020 |
| Einwohner                  | 642  | 632  | 578  | 563  | 620  | 697  | 993  | 1030 |
| Quellen: Cassini und INSEE |      |      |      |      |      |      |      |      |

## Sehenswürdigkeiten
- Kirche Saint-Alban aus dem 13. Jahrhundert
- Mühle Julien von 1696
- Schloss

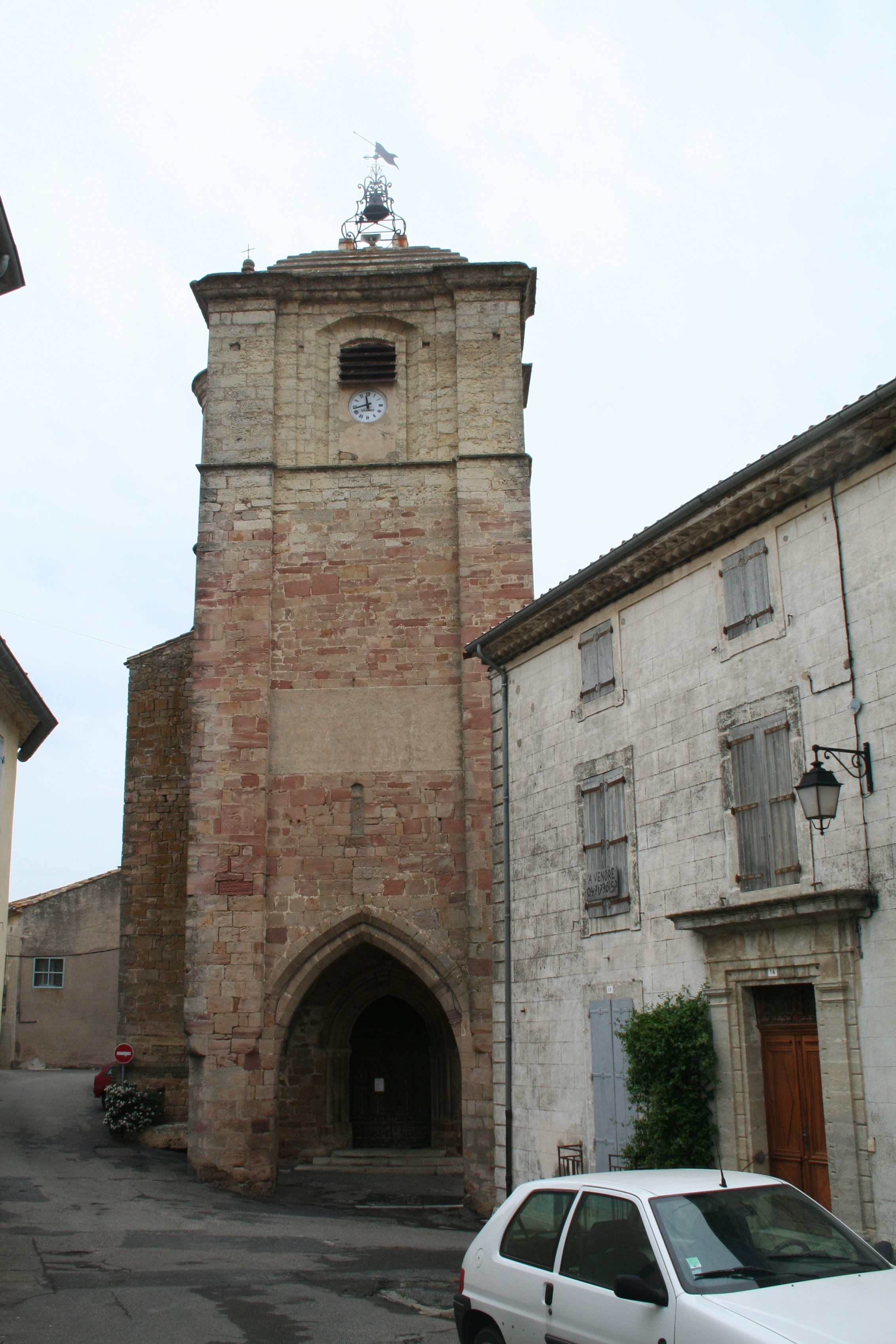
Kirche Saint-Alban
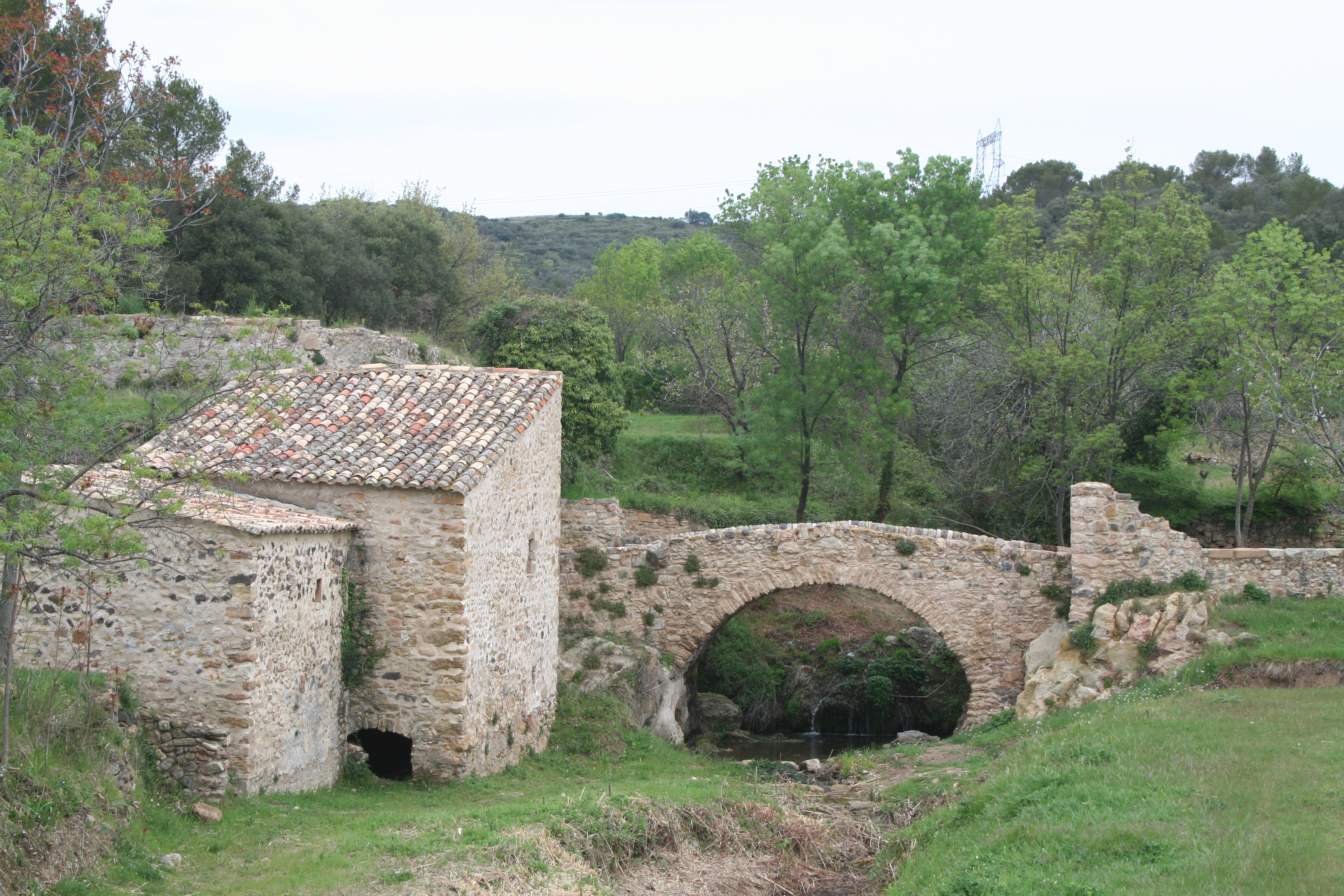
Mühle Julien
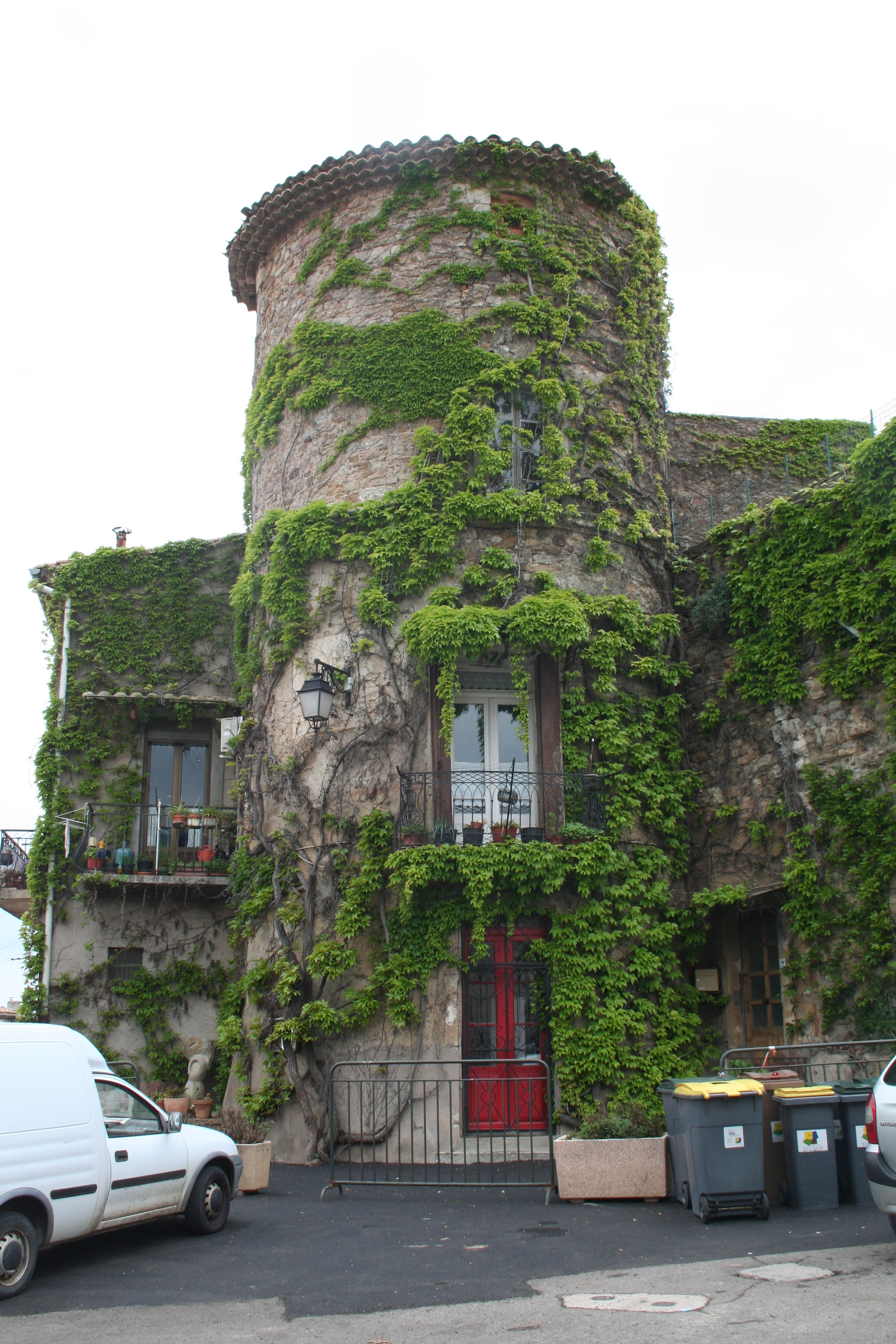
Schlossturm